# Hydroptila cubana
Hydroptila cubana är en nattsländeart som beskrevs av Kumanski 1987. Hydroptila cubana ingår i släktet Hydroptila och familjen smånattsländor. Inga underarter finns listade i Catalogue of Life.